# Vivi Peçaibes
Viviane Peçaibes de Mello (Cascavel, Paraná, 11 de agosto de 1973) es una diseñadora, tecladista e integrante fija de la banda gaúcha Bidê o Balde.

## Biografía
Viví Peçaibes nació en Cascavel y se mudó a Porto Alegre con su familia, a los tres años de edad. Además del ámbito musical, Viví es maestra en Diseño por la Unisinos, doctoranda en Diseño en la Ufrgs (2015-) y es premiada en el área.

## Carrera

### Premios
- 2013 - Premio Top Ser Humano - ABRH-RS - Modalidad Gestión de Personas - Categoría Graduación, con el proyecto "El diseño estratégico como agente en el tratamiento de la dependencia química a través de un juego terapéutico."[4][5]

### Discografía
- 2000 - Se sexo é o que importa, só o rock é sobre amor!
- 2001 - Para Onde Voam os Ventiladores de Teto no Inverno? (EP)
- 2002 - Exijo Respeito! Quero Viver! (EP) - con Detran-RS
- 2002 - Outubro ou Nada
- 2004 - É Preciso Dar Vazão Aos Sentimentos
- 2005 - Acústico MTV: Bandas Gaúchas
- 2011 - Adeus, Segunda-feira Triste (EP)
- 2012 - Eles São Assim. E Assim Por Diante.[6]
- 2014 - Tudo Funcionando Direito & Mesmo Que Mude (Vinil)

## Bidê o Balde
- Carlinhos Carneiro
- Leandro Sá
- Viví Peçaibes
- Rodrigo Pilla